# 芬皇寺
芬皇寺（：／ Bunhwangsa */?）位于韓國庆尚北道慶州市，与皇龙寺遗址相邻。芬皇寺634年由新罗善德女王兴建。佛寺内建有芬皇寺塔。此塔最初有9层， 不过最上面的几层已经塌陷。现留存的芬皇寺塔仅有3层，并於2019年被列为韓國史蹟第548號。